# Coal Miner's Daughter
Coal Miner's Daughter is een Amerikaanse film van Michael Apted die werd uitgebracht in 1980. 
Het scenario is gebaseerd op de autobiografie die de beroemde countryzangeres Loretta Lynn in 1976 samen met George Vecsey schreef. 

## Verhaal
Loretta Lynn wordt geboren in Kentucky als dochter van Clara en Ted Webb, een mijnwerker die in barre omstandigheden zijn gezin van acht kinderen probeert te onderhouden. Op vijftienjarige leeftijd trouwt ze met de tweeëntwintigjarige Oliver 'Doolittle' Lynn. Als ze negentien is hebben ze al vier kinderen. 
Doolittle is ervan overtuigd dat Loretta muzikaal talent heeft en moedigt haar aan. Een beetje later begint Loretta op te treden in plaatselijke clubs. Als ze vijfentwintig is hoort de baas van een bescheiden platenlabel haar zingen tijdens een radio-optreden. Die geeft de Lynns het nodige geld om in Los Angeles een demotape op te nemen. Daaruit zal haar debuutsingle I'm a Honky Tonk Girl groeien. De Lynns vatten een uitgebreide promotietournee aan langs de radiostations. 

## Rolverdeling
| Acteur            | Personage                               |
| ----------------- | --------------------------------------- |
| Sissy Spacek      | Loretta Lynn                            |
| Tommy Lee Jones   | Doolittle Lynn, de man van Loretta      |
| Beverly D'Angelo  | Patsy Cline                             |
| Levon Helm        | Ted Webb, de vader van Loretta          |
| Phyllis Boyens    | Clara Ramey Webb, de moeder van Loretta |
| William Sanderson | Lee Dollarhide                          |
| Ernest Tubb       | zichzelf                                |
| Roy Acuff         | zichzelf                                |
| Minnie Pearl      | zichzelf                                |